# Годзюр Ярослав Михайлович
Ярослав Михайлович Годзюр (нар. 6 березня 1985, Івано-Франківськ, Українська РСР, СРСР) — український і російський футболіст, воротар аматорського клубу «Галичина-Фенікс».

## Кар'єра

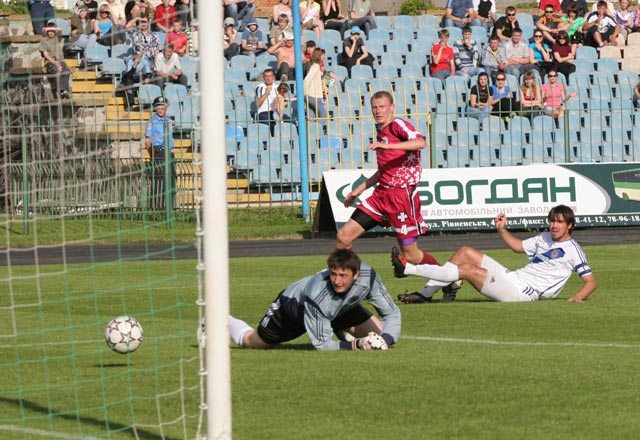
Ярослав Годзюр пропускає гол від Богдана Карковського (матч «Волинь» — «Динамо-2»).

У 2002—2004 роках виступав у Другій лізі чемпіонату України за команду «Чорногора» (Івано-Франківськ). У 2004—2006 роках грав у клубі першої української ліги «Газовик-Скала» (Стрий).
У серпні 2006 року перейшов в російський клуб «Крила Рад» (Самара), де виступав тільки за дубль, місце в першій команді було зайнято Олександром Макаровим і Едуардо Лобосом. У 2006 і 2007 роках провів у турнірі дублерів 25 матчів, пропустив 19 м'ячів. Так і не зігравши жодного матчу за основний склад «Крил», після завершення чемпіонату 2007 року залишив клуб.
У січні 2008 року перебував на перегляді в київському «Динамо» і до літа був гравцем другої команди, зігравши чотири матчі у Першій лізі.
У червні 2008 року прибув на перегляд в грозненський «Терек», 18 липня був включений в заявку клубу. 10 серпня 2008 року дебютував у складі «Терека» у матчі 17-го туру чемпіонату Росії з командою «Спартак-Нальчик», що завершився поразкою 0:2. У сезоні 2015/16 Годзюр програв конкуренцію у воротах Євгенію Городову, зігравши останній матч в чемпіонаті Росії за «Терек» в жовтні 2015 року проти самарських «Крил Рад».
14 червня 2017 року Ярослав Годзюр підписав контракт з єкатеринбурзьким «Уралом». У новому клубі одразу став основним воротарем, але згодом поступився місцем у воротах Іллі Помазуну.

## Цікаві факти
- Ярослав Годзюр має два громадянства — українське та російське[3].
- У послужному активі українського голкіпера трохи більше 30 матчів, зіграних на «0» за всю ігрову кар'єру на вищому рівні, причому — 31 поєдинок проведено за грозненський «Терек»[4].